# RAB7B
RAB7B (англ. RAB7B, member RAS oncogene family) – білок, який кодується однойменним геном, розташованим у людей на короткому плечі 1-ї хромосоми.  Довжина поліпептидного ланцюга білка становить 199 амінокислот, а молекулярна маса — 22 511.
| 10         |  | 20         |  | 30         |  | 40         |  | 50         |
| ---------- |  | ---------- |  | ---------- |  | ---------- |  | ---------- |
| MNPRKKVDLK |  | LIIVGAIGVG |  | KTSLLHQYVH |  | KTFYEEYQTT |  | LGASILSKII |
| ILGDTTLKLQ |  | IWDTGGQERF |  | RSMVSTFYKG |  | SDGCILAFDV |  | TDLESFEALD |
| IWRGDVLAKI |  | VPMEQSYPMV |  | LLGNKIDLAD |  | RKVPQEVAQG |  | WCREKDIPYF |
| EVSAKNDINV |  | VQAFEMLASR |  | ALSRYQSILE |  | NHLTESIKLS |  | PDQSRSRCC  |

A: Аланін

C: Цистеїн

D: Аспарагінова кислота

E: Глутамінова кислота

F: Фенілаланін

G: Гліцин

H: Гістидин

I: Ізолейцин

K: Лізин

L: Лейцин

M: Метіонін

N: Аспарагін

P: Пролін

Q: Глутамін

R: Аргінін

S: Серин

T: Треонін

V: Валін

W: Триптофан

Кодований геном білок за функцією належить до фосфопротеїнів. 
Задіяний у таких біологічних процесах як транспорт, транспорт білків. 
Білок має сайт для зв'язування з нуклеотидами, ГТФ. 
Локалізований у мембрані, цитоплазматичних везикулах, лізосомі, апараті гольджі, ендосомах.